# Pachycephala phaionota
Pachycephala phaionota là một loài chim trong họ Pachycephalidae.